# Chucky Brown
Pour les articles homonymes, voir Brown.
Clarence « Chucky » Brown, né le 29 février 1968 à New York, est un joueur et entraîneur américain de basket-ball. Il évolue durant sa carrière au poste d'ailier.

## Palmarès
- Champion NBA 1995